# За Батьківщину
«За Батьківщину!» — з'єднання партизанських загонів на Південній Чернігівщині під час Німецько-радянської війни. Створене в січні 1943 року на території Носівського та Бобровицького районів Чернігівської області.
Командиром був І. М. Бовкун, комісаром М. І. Стратилат. Створене на основі партизанського загону Носівського району, який у січні 1943 року об'єднався з партизанською групою Бобровицького району. З'єднання у червні 1943 року встановило зв'язок з Українським штабом партизанського руху. Складалося з трьох полків. Бойові дій проводило на території Чернігівської та Київської областей. Під час форсування Червоною армією Десни, Дніпра, Прип'яті та битви за Київ, спільно з партизанами інших з'єднань утримувало переправи до підходу передових радянських частин. За період бойової діяльності знищило понад 5000 німецьких солдат, розгромило 27 поліцейських станів, підірвало 69 німецьких ешелонів, 43 мости на залізницях і ґрунтових шляхах. Розформоване в жовтні 1943 року.

## Люди

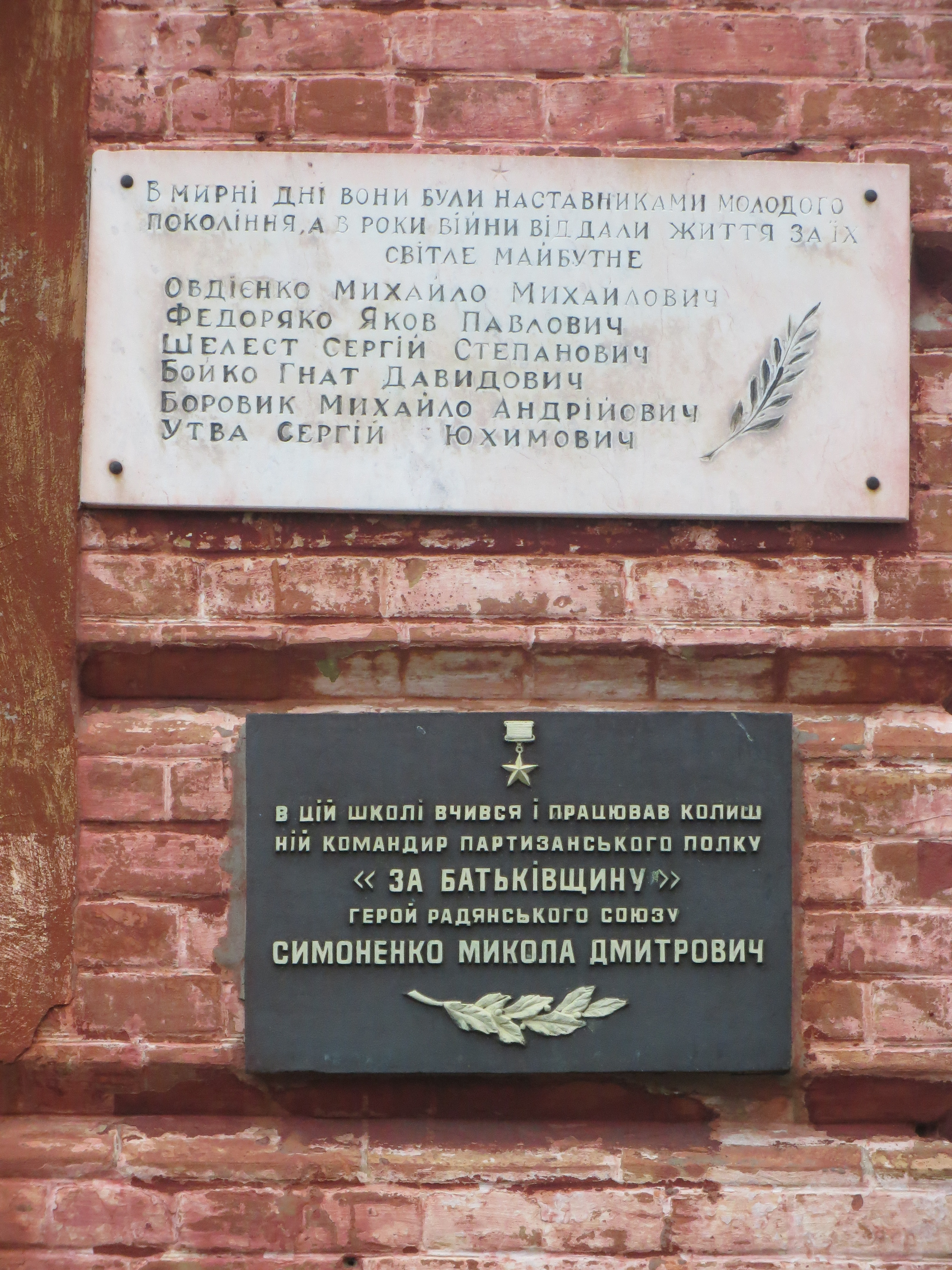
Меморіальна дошка на західній стіні початкової школи у Володьковій Дівиці

Після укрупнення з'єднання у серпні 1943 року: 
- Командир з'єднання Бовкун Іван Михайлович,
- комісар — Стратилат Михайло Іванович,
- начальником штабу — Музиченко,
- начальник політвідділу — Виноградов,

командири полків:
- першого — Олександр Шевирьов,
- другого — Симоненко Микола Дмитрович,
- третього — Михайло Дешко.